# جوش درينكووتر
جوش درينكووتر (بالإنجليزية: Josh Drinkwater)‏ هو لاعب دوري الرغبي أسترالي، ولد في 15 يونيو 1992 في سيدني في أستراليا.

## روابط خارجية
- جوش درينكووتر على موقع ItsRugby.co.uk (الإنجليزية)